# Automotrice FS ALe 601
Le ALe 601 sono una famiglia di automotrici elettriche delle Ferrovie dello Stato.
Insieme alle rimorchiate Le 360, Le 420, Le 480, Le 481, Le 530, Le 601, Le 700, Le 780 furono progettate e costruite per espletare servizi viaggiatori rapidi e di lusso a lunga distanza.
Previste fin dall'origine per viaggiare ad almeno 180 km/h, permisero alle FS d'impostare e sviluppare, dal 1961, una rete di relazioni ad alta velocità.

## Storia
Le elettromotrici del gruppo ALe 601 e le sue derivate sono state i rotabili di punta tra quelli commissionati dalle Ferrovie dello Stato italiane nell'ambito del piano quinquennale, studiato ed attuato dall'azienda tra il 1957 ed il 1962. Le ferrovie, uscite dall'emergenza della ricostruzione del secondo dopoguerra, si erano infatti trovate nella necessità di rispondere alle richieste di efficientamento della mobilità a lunga percorrenza nelle direttrici più importanti del paese, sulle quali ancora viaggiavano elettromotrici e treni d'anteguerra, ormai obsolescenti, affiancate da pochi elettrotreni di nuova concezione (come il Settebello e l'Arlecchino) non in grado da soli di sopperire a tutte le richieste, anche perché vincolati da problemi di circolabilità su alcune linee non fondamentali.
Il progetto ALe 601 fu il risultato dell'esperienza maturata con gli elettrotreni; esso risulta però del tutto nuovo, a cominciare dalla cassa portante mediante l'uso di travi Vireendel, che dava robustezza, e dall'abitabilità e luminosità interne ben superiori agli elettrotreni, anche grazie alla generosa sagoma dei finestrini. Il comfort era accresciuto dall'uso di poltroncine singole, che nella terza serie erano anche reclinabili; inoltre, aspetto di grande praticità in servizio, tutti i rotabili disponevano di due cabine di guida, permettendo di adeguare la composizione del treno al variare del numero di passeggeri e creare servizi diretti per città diverse senza cambiare treno. Anche i carrelli erano del tutto nuovi e all'avanguardia per l'epoca: essi furono i primi ad essere progettati per le alte velocità (180–200 km/h) e riuscivano a garantire elevato comfort e sicurezza di marcia, che portarono nel giro di un decennio alla loro adozione su tutti gli elettrotreni in servizio. Solo l'alimentazione dei servizi ausiliari (climatizzazione, illuminazione, comandi, ecc.) furono concettualmente derivati dagli elettrotreni: l'impianto di condizionamento dell'aria fu tuttavia affinato. Assai innovativo era anche il pantografo 52FS, che garantiva un'eccellente captazione delle elevate correnti richieste anche a velocità dell'ordine dei 180–200 km/h; anch'esso, sia pure con lievi modifiche, sarà adottato da tutti i rotabili veloci delle FS (compresi gli ETR, passando per E444, E656, E645/6 ecc.) fino al Pendolino da 250 km/h.
Le ordinazioni vennero fatte a partire dal 1959 alle officine di Casaralta di Bologna per la struttura meccanica e della carrozzeria e a varie officine meridionali per la parte elettrica, OCREN, Mater/Alce, Asgen ed altre. Per le rimorchiate vennero coinvolte anche la Macchi di Varese e la Elettromeccanica Parizzi.
Le elettromotrici 601 si rivelarono delle macchine moderne e performanti; il 3 dicembre 1963, dopo 24 anni, sulla tratta Grosseto-Montepescali della ferrovia Tirrenica superarono il precedente record di velocità dell'ETR 212 toccando i 225 km/h e raggiunsero i 240 km/h il 4 dicembre 1968 sulla Ferrovia Direttissima Roma-Napoli tra Stazione di Campoleone e Stazione di Sezze Romano. Dopo l'apertura della Direttissima Firenze-Roma vennero raggiunti i 278 km/h in una corsa effettuata il 28 dicembre 1985 con le elettromotrici numero 060, 064 e 065 aventi il rapporto di trasmissione 40/44. Ciò costituisce un'ulteriore prova della grande validità del rotabile, che pure aveva un'impostazione tecnica tradizionale, a corrente continua a 3000 volt e regolazione reostatica dell'avviamento.
Le ALe 601 furono non soltanto dei mezzi veloci ma anche prestigiosi: già con l'orario ferroviario invernale del 1961 effettuarono il nuovo rapido Freccia della Laguna, di sola 1ª classe e con carrozza ristorante, da Roma Termini per Venezia, Trieste e Bolzano. In seguito vennero impiegate per la Freccia del Tirreno e per il rapido Peloritano tra Roma e Reggio Calabria, Siracusa e Palermo; quest'ultimo aveva la percorrenza più breve tra le tratte estreme. Nel 1969 vennero istituiti i cosiddetti "superrapidi" composti da un'elettromotrice ed un rimorchio ristorante sulla tratta Roma-Napoli con tempo di percorrenza di 90 minuti e velocità media di 140 km/h, la migliore performance europea di allora. Visto il grande successo di pubblico il servizio venne esteso alla Roma-Milano in 5 ore e mezza e senza fermate intermedie. Veniva saltata persino la stazione di Bologna, percorrendo, unico treno passeggeri, la cintura merci. Purtroppo questo successo obbligò le FS ad approntare composizioni a materiale ordinario, più capiente, trainato dalle nuove locomotive E.444.

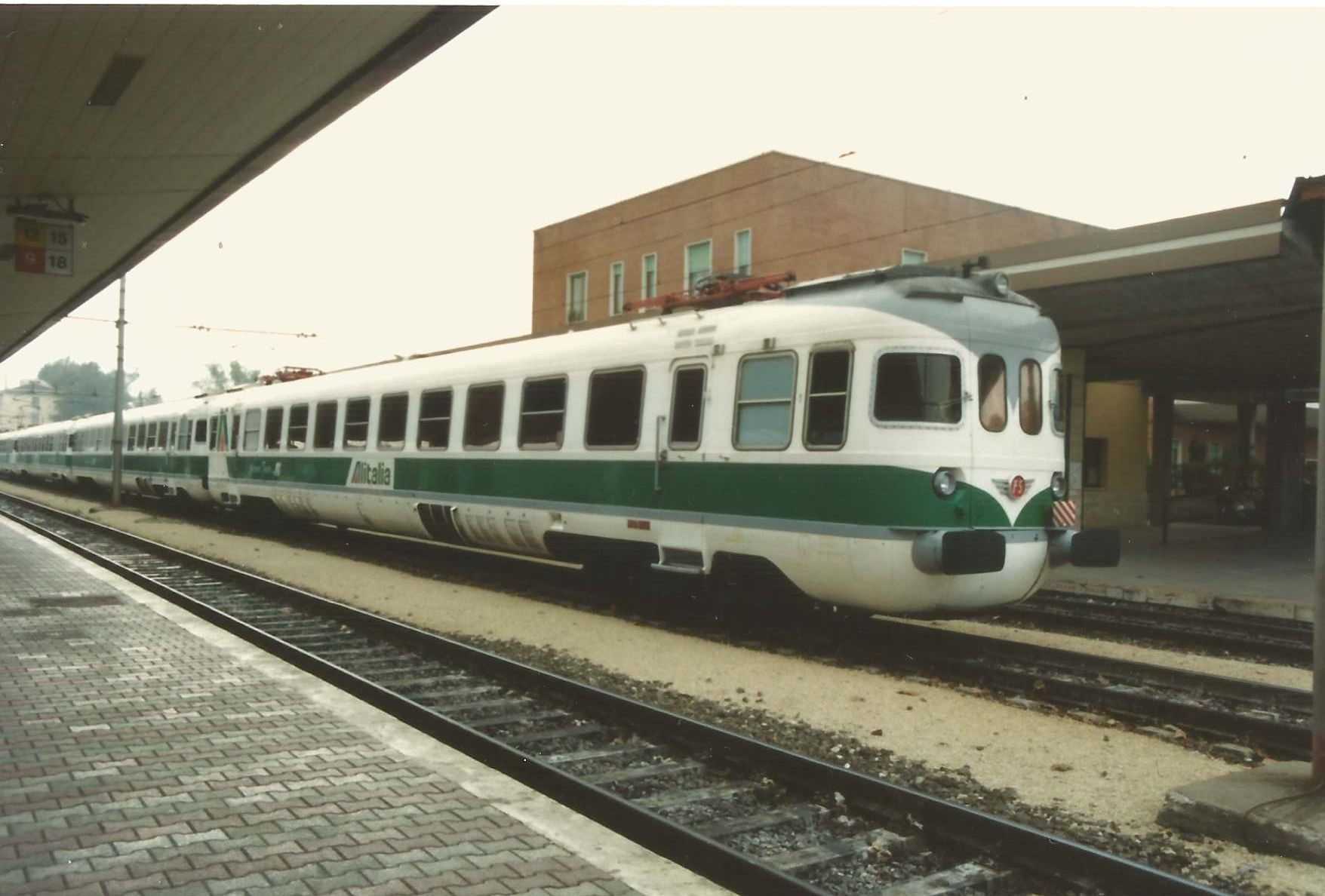
Automotrici ALe 601 in livrea Alitalia

Nei primi anni novanta 14 elettromotrici ed altrettanti rimorchi sono stati ricolorati nella livrea Alitalia ed hanno svolto servizio, tra Firenze e Roma-Fiumicino e tra Napoli e Roma-Fiumicino, assumendo la denominazione di volo di superficie e le sigle di servizio dei voli della compagnia aerea AZ XXX; tali treni erano riservati ai passeggeri con biglietto Alitalia e sostituivano altrettanti voli. Il servizio fu operato tra il 29 giugno 1992 e il 30 giugno 1994.
Con l'immissione in servizio degli ETR 450 dalla fine degli anni ottanta in poi le 601 sono state relegate a servizi spesso marginali e addirittura locali, inadatti a rotabili di classe quali erano. L'elevato esubero di unità ha poi indotto le FS alla loro trasformazione in treni bloccati a quattro elementi del tipo ALe 841 allo scopo di utilizzarle in servizio regionale veloce e confortevole; sono stati realizzati, tra il 1994 e il 2004, 16 convogli ottenuti dalla trasformazione di 32 elettromotrici. Altri 3 treni bloccati hanno mantenuto la classificazione ALe 601.

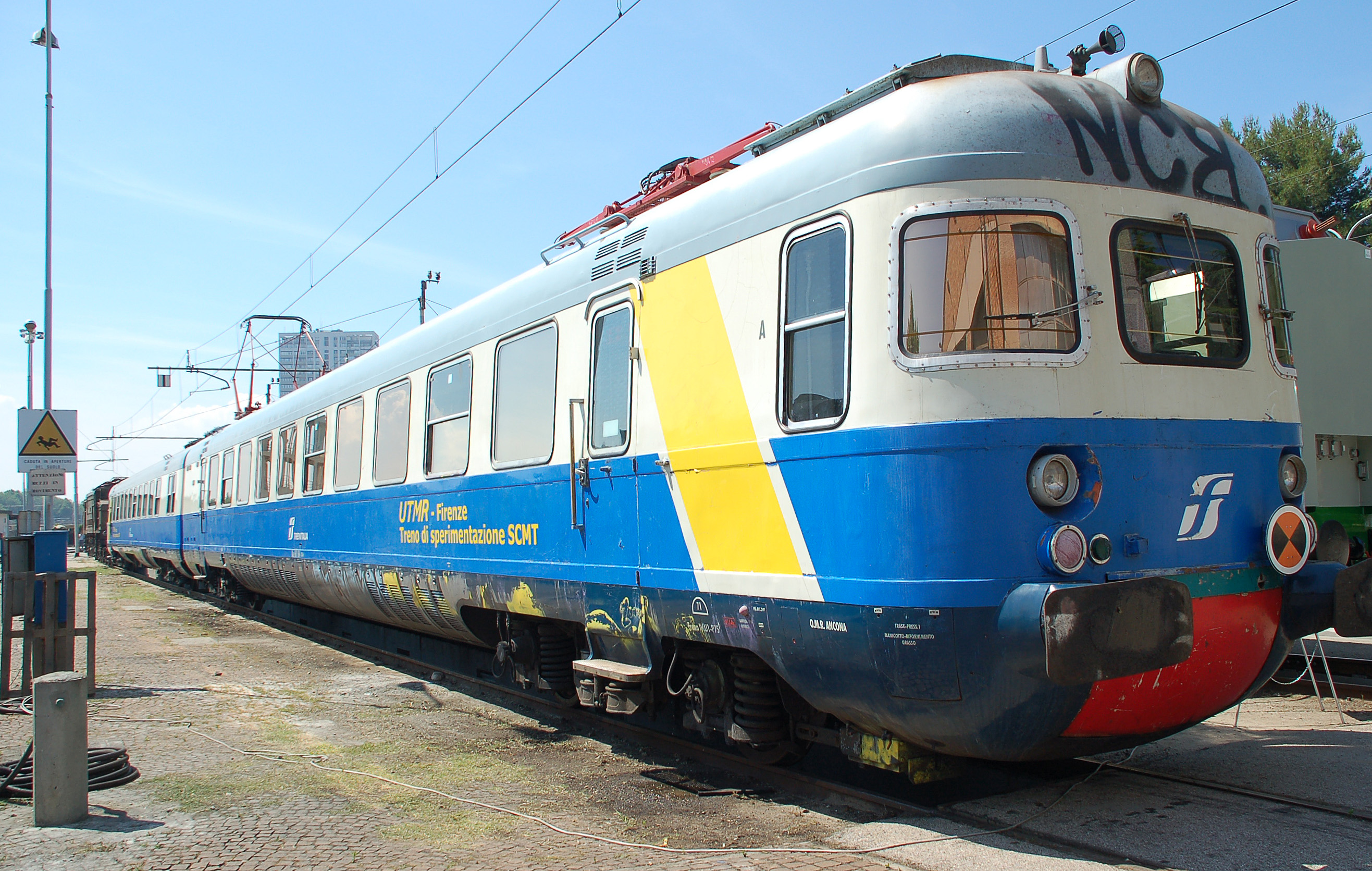
ALe 601 attrezzata come treno diagnostico

Nel 1999 l'elettromotrice ALe 601.065 e la rimorchiata Le 480.008 sono state attrezzate come treno diagnostico per il controllo e collaudo del sistema ERTMS.
È stato realizzato in seguito un altro convoglio diagnostico, si tratta del treno di sperimentazione SCMT; per il controllo e collaudo del sistema SCMT. Il materiale utilizzato per la realizzazione è composto da una motrice, ALe 601.064, e da un rimorchio, la Le.700.003.
Negli anni duemila alcuni treni sono stati modificati con l'aggiunta di porte ad espulsione e riclassificati ALe 783.

## Caratteristiche

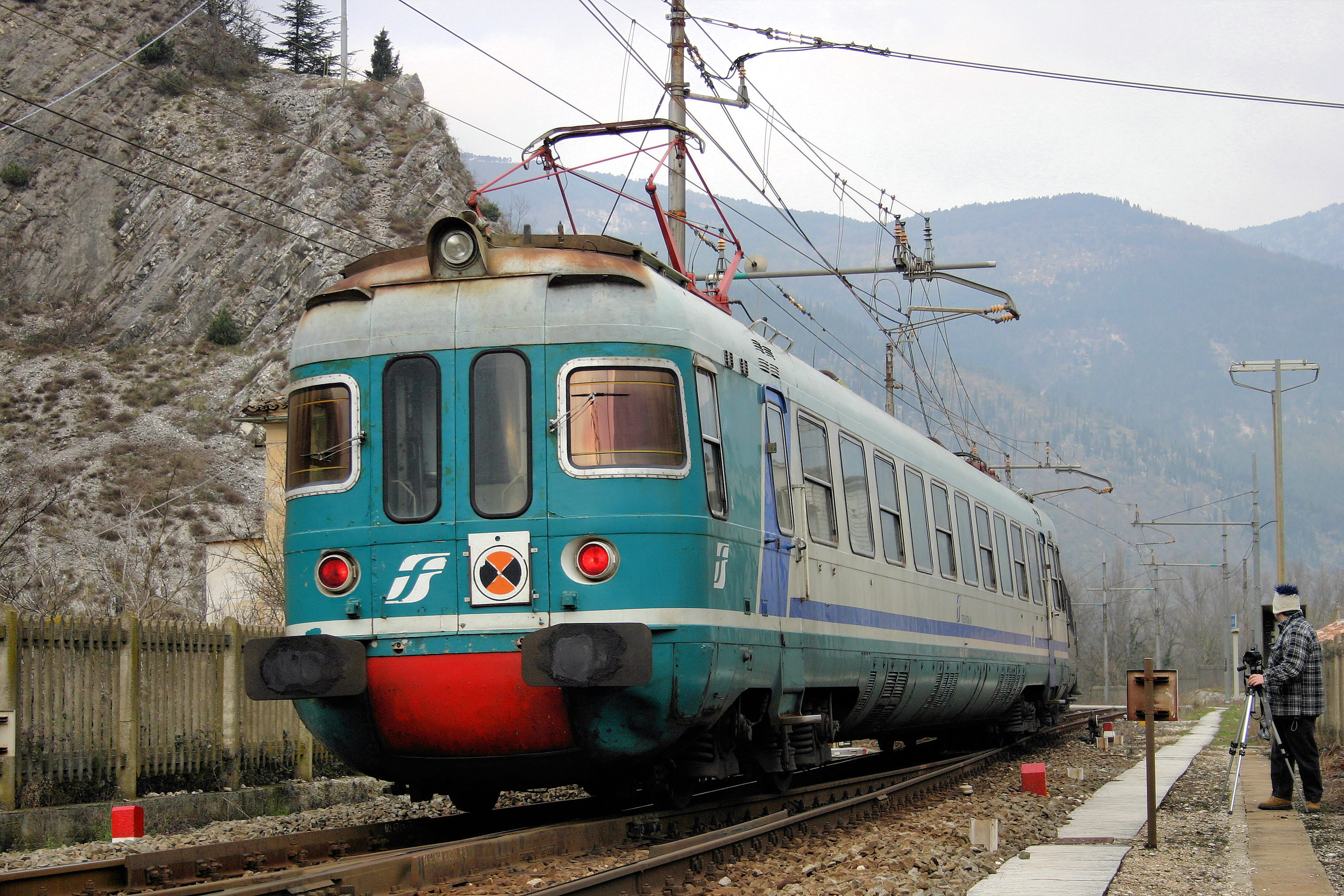
Una ALe 601 in livrea XMPR

### Elettromotrici
Le 67 elettromotrici prodotte a far parte del gruppo ALe 601 sono costituite da una cassa portante tubolare composta da travi, profilati e lamiere in acciaio elettrosaldato lunga 26720 che poggia su due carrelli tipo Z 1040 con passo di (3.000 mm) di nuova concezione, con sospensioni primaria e secondaria a molle elicoidali di acciaio. Le cabine di guida alle due estremità le rendono perfettamente bidirezionali. Sulle due testate sono presenti anche le pedane, i mantici e le porte di intercomunicazione che ne permettono l'accoppiamento fino a 4 unità comandabili a comando multiplo. Sono state utilizzate composizioni di elettromotrici e rimorchiate fino ad un massimo di 9 elementi.
La capacità di posti è di 60 posti a sedere di sola 1ª classe disposti affacciati in file di modulo 2+1 con corridoio paracentrale.
La motorizzazione del tipo T 165, a corrente continua in ragione di 2 motori per carrello collegati in serie tra loro, è la stessa adottata dai precedenti ETR 250; i motori sono montati sospesi elasticamente per il naso e trasmettono il moto ad un asse cavo concentrico all'asse delle ruote a cui viene trasmesso per mezzo di tamponi in gomma realizzando la trasmissione tipo "Fanelli". I motori di trazione  (2 per carrello) sono del tipo ad eccitazione in serie accoppiati permanentemente in serie tra loro. Le combinazioni di marcia sono due: in serie (quattro motori) e in parallelo (a gruppi di due), con possibilità di 5 gradi di indebolimento di campo fino al 66,5 % e regolazione di potenza all'avviamento a reostato, con esclusione automatica mediante avviatore automatico ad impulsi, a bassa tensione, per il comando di appositi contattori  sul circuito ad alta tensione. Ogni elettromotrice è in grado di sviluppare la potenza di 1000 kW.
La prima serie di elettromotrici dalla 001 alla 021 è stata prodotta con rapporto di trasmissione 34/50 e velocità massima di 180 km/h. Dalla seconda serie in poi la velocità è stata elevata a 200 km/h adottando il rapporto di trasmissione 38/46, apportando in seguito delle modifiche anche alle porte frontali di intercomunicazione (originalmente a due battenti) e al tipo di vetri frontali delle cabina per motivi di sicurezza.
La presa di corrente dalla linea aerea è ottenuta mediante due pantografi tipo 52 FS posti sul tetto alle due estremità.
Il freno è di tipo pneumatico, ad aria compressa, con ceppi sulle elettromotrici e a disco sulle rimorchiate. A partire dalla seconda serie è stata adottata anche la frenatura elettrica reostatica.
Le unità sono tutte dotate di respingenti e gancio di accoppiamento tradizionale a vite di serraggio.

### Rimorchiate
Le rimorchiate, 82 unità complessive, sono di tipo diverso a seconda della funzione a cui sono predisposte e del loro allestimento. La cassa è sostanzialmente uguale a quella delle elettromotrici, varia invece il numero di posti a sedere offerti che possono in questo caso essere anche di seconda classe.
- Le 601, di 1ª classe con 60 posti a sedere in file da 2+1.
- Le 780, di 2ª classe con 78 posti a sedere in file da 2+2.
- Le 360, cucina/bar
- Le 420, cucina/ristorante
- Le 480, 1ª classe con cucina
- Le 530, 1ª classe/bar
- Le 700, 2ª classe/bar
- Le 481, 1ª classe, bagagliaio

Le unità Le 481/bagagliaio erano munite di portelli laterali di carico e scarico bagagli. Erano stati prodotti allo scopo di fornire un servizio di qualità simile a quello degli aerei o dei treni di lusso di un tempo. Il servizio venne poco utilizzato a causa della necessità di personale apposito e quindi di aggravio dei costi.
In seguito alla perdita delle elettromotrici 601.051 e 057 nel disastro ferroviario del 14 aprile 1978 in località Murazze di Vado sulla Direttissima Bologna-Firenze, le FS ordinarono nel 1980 alle Officine di Cittadella la trasformazione in elettromotrice delle due rimorchiate ristorante Le 420.002 e 004; queste vennero rinumerate 601.067 e 068.

## Treni importanti effettuati
- Treno Rapido 812/813 Freccia della Laguna: da Roma per Venezia, Trieste e Bolzano.
- Treno Rapido Marco Polo: da Roma per Venezia, Trieste e Udine.
- Treno Rapido 883/882 Peloritano: da Roma per Reggio Calabria, Siracusa e Palermo.
- Superrapido 556/557 Treno Bomba: da Roma per Milano, non stop in 5 ore e 30 minuti il più veloce prima della costruzione della Direttissima.
- Treno Rapido Tirreno: da Roma per Genova e Torino.
- Treno Rapido Sila: da Roma per Reggio Calabria.
- Alitalia Volo di superficie da Firenze e da Napoli per Aeroporto di Fiumicino.
- Treno InterCity Mercadante: da Roma per Lecce.
- Treno Rapido Tavoliere: da Napoli per Bari.

## Unità storiche
Nella seconda metà del 2006 due quaterne di ALe 601 costituite ciascuna da due motrici e due rimorchiate sono state inserite nell'asset dei rotabili storici del gruppo FS, ritornando a vestire la livrea originaria grigio-verde, senza tuttavia alcun intervento di restauro degli interni, che sono rimasti nelle condizioni in cui si trovavano al momento del ritiro dall'esercizio di linea.
Il convoglio da otto pezzi così ottenuto, dopo un breve periodo di utilizzo per treni storici, è stato accantonato a Santo Stefano di Magra per scadenza di revisione, dove è rimasto fino al 2019, allorché Fondazione FS Italiane ne ha annunciato il restauro filologico.

### Fonti a stampa
- Giulio Giovanardi, Le nuove elettromotrici ALe 601 - Le 601 - Le 780 - Le 480 per servizi ad elevata velocità e su lunghe distanze ed ALe 803 - Le 803 per i servizi suburbani, in Ingegneria Ferroviaria, (1962), n. 11, pp.
- Michele Manzo, Ad oltre 200 km/h i rotabili progettati dalle FS, in Ingegneria Ferroviaria, (1964), n. 10, pp.
- Michele Manzo, Prospettive nuove per rotabili veloci, in Ingegneria Ferroviaria, (1970), n. 3, pp.

### Storiografia e complementi
- Sergio Pautasso, FS-Italia. Elettromotrici ALe 601, 2ª ed., Torino, Edizioni Elledi, 1984, ISBN 88-7649-023-X
- Giovanni Cornolò, ALe 601 nata per correre, in I Treni Oggi, vol. 8, n. 77, 1987,  pp. 14-22.
- Luigi Voltan, AV. Negli anni '60 con le ALe 601, in Tutto treno, vol. 12, n. 119, 1999,  pp. 28-32.
- Gian Guido Turchi, ALe 601,un mito sulle rotaie, in i Treni 228, Salò, Editore ETR, 2001.
- Attilio Di Iorio, ALe 601 rinnovate, in i Treni 264, Salò, Editore ETR, 2004.
- Luca Catasta, "Otto pezzi" di storia sui binari, in I Treni, vol. 29, n. 302, 2008,  pp. 30-33.
- Sergio Pautasso, Angelo Nascimbene, Francesco Bloisi, Francesco Maria, Marco Bruzzo, Benedetto Sabatini, Il Gruppo ALe 601 FS. Velocità ed eleganza, in Tutto treno, vol. 24, n. 254, 2011,  pp. 20-91.